# 히라타 리카코
히라타 리카코(平田 璃香子,ひらた りかこ, 1989년 8월 7일~)는 일본 여성 아이돌 그룹 SKE48의 전 멤버이다.

## 개요
- 2012년 8월 7일, 극장 공연에서 졸업을 발표
- 2012년 10월 23일, SKE48를 졸업